# مایکرو فوکوس
مایکرو فوکوس (انگلیسی: Micro Focus) شرکت فناوری اطلاعات بریتانیایی است، که در سال ۱۹۷۹ تأسیس شد.